# Хангајске планине
Хангајске планине (монг. Хангайн нуруу) су планински масив у централној Монголији, око 400 километара западно од Улан Батора.

## Карактеристике
Највиши врх Хангајских планина је Отгон Тенгер чија висина је дата као 3.905, 4.021, 4.031 метара итд. у зависности од извора. То је један од четири најважнијих врхова Монголије.
Суврага Хајрхан (3.117 метара) је још један свети врх источно од Цецерлега.
Хорго је угашено вулканско подручје на северним обронцима Хангајских планина.
Планина „храни“ реке Орхон, Селенга, Идер, Завхан (Забхан) и језера Орог и Бон Цаган (Бун Цаган). На западу Хангајске планине прелазе у Великојезерску депресију.
Хангајски планински регион је познат по својом благом микроклимом у одређеним областима.